# Стадион Оберверт
Стадион Оберверт е мултифункционален стадион в Кобленц, Германия. Той е построен през 1920 г. и на него играе ТуС Кобленц. Стадионът има капацитет от 9 500 места, от които 2 000 са седящи.